# Monura
Los monuros (Monura) son un suborden extinto de insectos sin alas pertenecientes al orden Archaeognatha que vivieron entre el Carbonífero y el Pérmico. Es un grupo que actualmente está cuestionado por parte de la comunidad científica. Específicamente, hay una extendida opinión de que los fósiles asignados a este grupo son simplemente arqueognatos inmaduros. Una fuente afirma que Monura son todos los Cercopodata (Grimaldi, 2001). Por otra parte, el argumento de que «el holotipo del taxón “X” es realmente un taxón “Y” inmaduro» se oye con bastante frecuencia en paleontología para explicar inconvenientes discrepancias. El material de este taxón, si es un taxón, es extremadamente escaso, así que es difícil emitir juicios.
Las características que se han atribuido a Monura incluyen: ocelos supernumerarios (característica exclusiva), partes mandibulares segmentadas (difícil de aceptar en campos teóricos), mandíbulas con un cóndilo simple (carácter primitivo compartido con los ejemplares de Archaeognatha), abdomen dividido en segmentos a modo de patas (un estado intermedio muy buscado), ausencia de cercos abdominales (o no hallados), y filamento caudal anulado (o tal vez segmentado). Kukalová-Peck, quien fue la responsable de muchas de las reclamaciones acerca de Monura, también ha argumentado que los cercos están presentes como cortas estructuras con forma de patas con garras apicales. Los mayores especímenes conocidos alcanzaban 30 milímetros o más, sin contar la longitud de sus filamentos.
Tal vez la realidad del asunto es simplemente que, por el momento, aún existe muy poca información para establecer una firme conclusión.